# Герб Млинова
Герб Мли́нова — офіційний символ смт Млинів, районного центру Рівненської області. Затверджений 1 липня 2001 року.
Автори проекту — Ю. Терлецький і А. Гречило. Герб є промовистим.

## Опис Герба
Гербовий щит має форму чотирикутника з півколом в основі. У золотому полі на чорній землі чорний дерев'яний млин із золотими швами, червоним дахом та золотим млинським колесом, над срібною хвилястою балкою та синьою основою.
Щит обрамлений золотим декоративним картушем, який увінчує срібна мурована міська корона.